# 7 Weeks
7 Weeks est un groupe français de rock et heavy metal, originaire de Limoges, en Haute-Vienne. Originellement formé en 2006, le groupe est souvent affilié au style stoner, au rock, et au grunge. Le groupe se forge un son et une réputation à travers sa discographie et ses tournées en France et à l'international.

## Histoire

### Débuts (2006–2007)
Fondé en avril 2006 initialement sous le nom de Stone Train par Julien Bernard (chant, basse, guitare) et Nicolas « Nixe » Devere (guitare), le groupe débute en maquettant sur le quatre pistes de Julien, trois titres stoner et pop avec un chant en français en attendant de recruter un chanteur et un clavier (ou second guitariste). Jérémy Cantin-Gaucher (batterie et programmations), les rejoint ainsi qu'un second guitariste, Philippe « Le Clou » Blanchard, et Julien passe au chant.
À l'été 2006, sur cinq chansons, quatre sont finalement gardées (The Score, Down, In The Name of God, et Living Dead) pour être enregistrées au Media Studio de Verneuil (87). Cet enregistrement devient la première démo quatre titres du groupe sobrement intitulée 7 Weeks, donnant alors son nom définitif au groupe (sept semaines étant la durée entre la création du groupe et sa première entrée en studio). Le 1er concert du groupe se fait dans la cave voûtée des 3 Singes à Limoges, aux côtés de Down to Earth et Lady Green. La démo est saluée par la presse spécialisée, et permet au groupe d'aller de l'avant au début de 2007.

### B(l)ack Days(2007–2008)

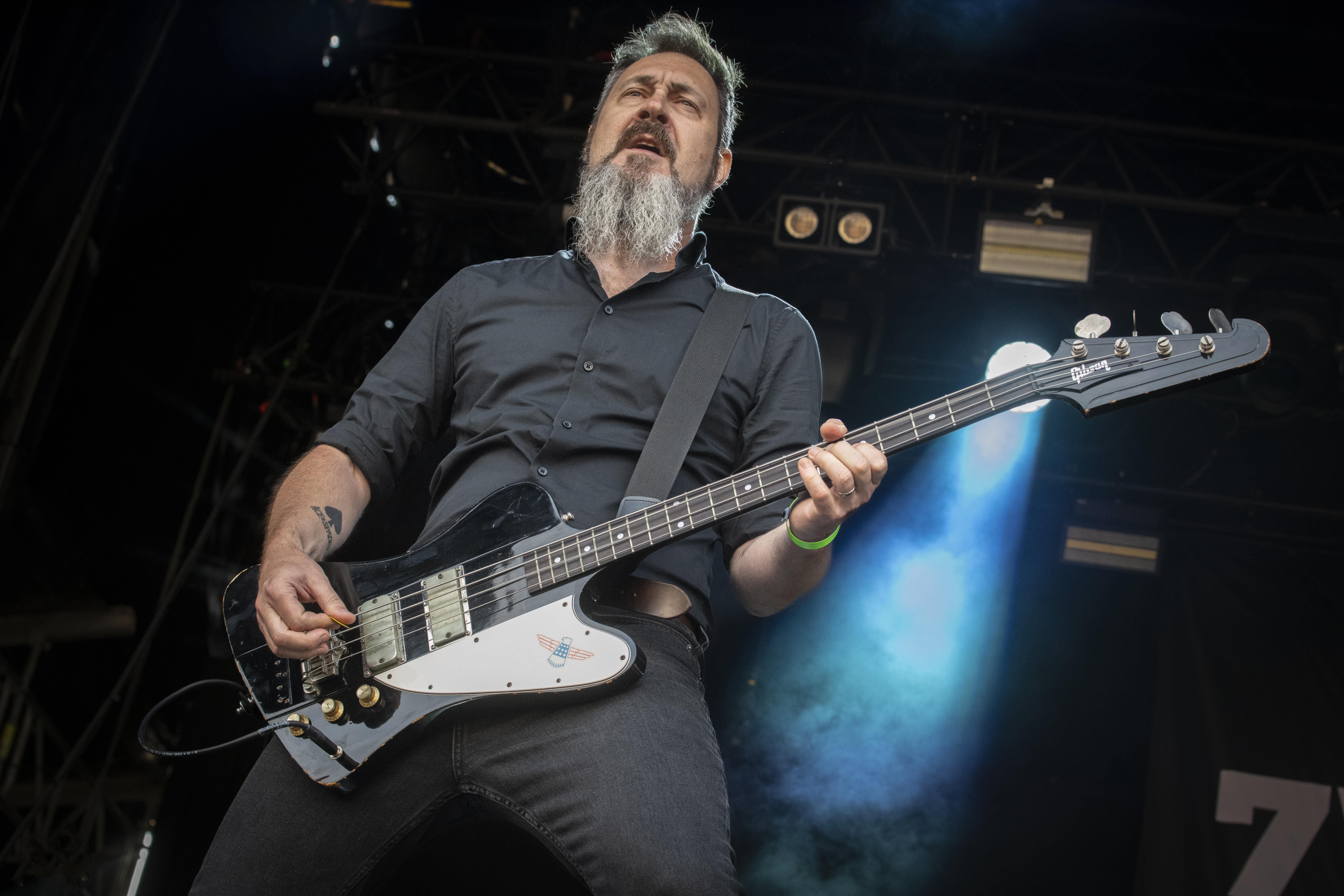
Julien Bernard, au festival Le Murmure du son, le 16 juillet 2024.

En février 2007, le groupe retourne en studio enregistrer trois nouveaux titres que sont Hooked, Shadows et Waiting for Resurrection. Nicolas « Nix » quitte le groupe pour raisons professionnelles, et est remplacé par Mathieu de Lizzard qui dépanne le groupe sur les dates en attendant de trouver un remplaçant. En juin, le groupe retourne en studio finaliser l'EP de huit titres intitulé B(l)ack Days (avec notamment les titres B(l)ack Days et The Pretender). Le disque sera ensuite mixé par Jean-Marc Delavallée au Studio Marcadet, localisé en Seine-Saint-Denis,. Cet EP permet notamment au groupe de se populariser. En juillet, Fabien Durand-Auzias les rejoint à la guitare pour des concerts de chauffe. L'EP sort en septembre en autoproduction sur leur propre label appelé F2M Planet ; la release party est organisée à La Fourmi de Limoges avec les Pussydelic. Une tournée est ensuite programmée fin 2007 (où le groupe jouera aux sélections du printemps de Bourges mais sans aller plus loin), le groupe ira également faire un concert acoustique très spécial au quartier des femmes de la maison d’arrêt de Limoges.
Les retombées de B(l)ack Days sont positives et permet au groupe d'apparaître dans le classement FERAROCK, et dans les colonnes de Rock Sound ou Rock & Folk[réf. nécessaire].
Le B(l)ack Days Tour qui suit affiche 25 dates au compteur. Pendant cette période, 7 Weeks rencontre et partage la scène avec Lofofora, Psykup, Mass Hysteria, et Destruction Inc. dont les guitaristes François « Shanka » Maigret  (No One Is Innocent) et Bastien Burger enregistreront par la suite All Channels off. En juin, le groupe retourne en studio pour une session écourtée. Le groupe préfère prendre du temps pour un long format.

### All Channels off(2008–2010)
En septembre 2008, 7 Weeks part au Studio Destruction Inc. de Shanka et Bastien Burger pour enregistrer six morceaux. Le son du groupe change et devient plus organique, plus chaud et plus sale, plus rock que hard rock. Le groupe joue fin 2008 pour les sélections Printemps de Bourges, et est cette fois sélectionné pour représenter sa région au Festival au mois d'avril.
En février 2009, le groupe retourne au Studio Destruction Inc. pour enregistrer cinq titres qui sont mixés dans la foulée puis masterisés. Début mars, le groupe joue avec The Datsuns à la Nef d'Angoulême. Un accord de distribution est signé avec le label Anticraft pour la sortie de All Channels off pour assurer la distribution nationale. L'album paraît finalement le 19 septembre 2009.
En juillet la même année, le groupe se produit au festival Rock for People avec Arctic Monkeys et Placebo sur la même affiche. Septembre marque l'entrée dans le groupe de Florian Compain, alors guitariste de New Rose Hotel, qui remplace Fabien Durand-Auzias. La tournée qui suit comprend une soixantaine de concerts étalés jusqu'à la fin de l'année 2010.

### 7 Weeks Plays Dead of Night(2011–2012)
À partir de fin 2010, à la demande de la salle John Lennon de Limoges, le groupe prend le contrepied et décide de s'essayer à l'exercice du ciné-concert. Le film choisi est Dead of Night, film réalisé par Bob Clark, et sorti en 1974,. Le groupe, devenu un trio depuis l'été avec le départ de Philippe Blanchard, s'entoure pour l'occasion de Manu Costa (du groupe électro Olen'K) aux claviers et machines. D'abord prévu pour un seul jet en janvier 2011, le « ciné-concert » est un succès très bien accueilli par la critique et sera rejoué plus d'une vingtaine de fois ensuite dont l'Étrange Festival (Paris) aux côtés de Kenneth Anger,.
Le groupe décide d'enregistrer une version album des compositions tirées de ce ciné concert sous le nom 7 Weeks Plays Dead of Night, le style qui se dégage de cet album est bien plus « ambiant » que les productions précédentes, le stoner des débuts laisse place à un rock heavy metal expérimental, l'apparition des claviers n'y étant pas pour rien. L'accueil, pourtant au départ confidentiel, est tel qu'il sera réédité deux fois. Plus tard, un clip est réalisé pour le titre Four Again par William Windrestin et Thierry Irissou, et mis en ligne en février 2012. 

### CarnivoraetBends(2013–2015)
En mars 2013, l'album de dix titres Carnivora sort chez Klonosphere. Cet album marque l'intégration de Manu Costa comme 4e membre à part entière. L'album est un condensé de tous les efforts précédents du groupe, avec une touche plus bluesy et psychédélique sur certains morceaux (Ghosts on the Seaside Road, Let Me Drown, Bones and Flowers, Shadow Rider). Une tournée de plus de 85 dates dans tout la France et l'Europe s'ensuit avec une apparition remarquée au Hellfest sous la Valley. En fin d'année, le groupe joue avec Suicidal Tendencies à La Rochelle et à Limoges. 
Début 2014, le groupe intègre Nicolas Aigrot (ex-membre de Down To Earth) en tant que nouveau guitariste. Les dates du premier semestre se déroulent en Allemagne, Belgique, Angleterre, Irlande du Nord, République tchèque (Rock for People), et quelques dates en France. En septembre, le groupe s'enferme dans la grange du Domaine de Sédières pour finir de composer et enregistrer cinq titres qui finiront sur le EP Bends. L'album témoigne de l'humeur du groupe après la longue tournée de Carnivora et le changement de line-up de début d'année, et marque une nouvelle façon d'aborder sa musique en privilégiant une interprétation plus marquée dans les morceaux, et un son plus aéré[réf. nécessaire]. Enregistré et mixé par Pascal Power Mondaz, puis masterisé par Simon Capony, l'album sort aussitôt le 14 octobre 2014, pour la tournée Française que le groupe partage avec Triggerfinger[réf. nécessaire]. Le groupe tournera jusqu'au mois de mai 2015 pour les 15 ans du SKIK au Jardin Moderne à Rennes, ce sera la dernier concert de cette formation et une page de l'histoire du groupe se tourne.

### A farewell to dawn(2016–2018)
À l'été 2015, Julien Bernard et Jérémy Cantin-Gaucher décident de se recentrer sur le duo fondateur et entament la composition d'un nouvel album à 2 (Julien faisant les guitares, la basse et le chant) et font appel à François Maigret pour quelques claviers. L'album sera enregistré chez Francis Castes en décembre 2015 puis mixé et masterisé en mars 2016. 9 titres très sombres qui tirent un trait sur les 10 premières années du groupe condensant tout son savoir faire. Les concerts reprennent dès avril 2016 et le groupe fait appel à Gérald Gimenez et Ph Marin pour le live. "A farewell to dawn" sort en licence chez Overpowered Records en octobre 2016. Une tournée qui passe par la France et la Belgique verra le groupe défendre son album jusqu'à la fin 2017 partageant la scène avec Lydia Lunch ou écumant les festivals de l'été 2017 (Au Pont du Rock, Musicalarue, Motocultor, Metal Cultures...). L'accueil du disque et les concerts sont bons, mais de gros problèmes avec le label et une lassitude grandissante due à 10 années intenses en auto-production et avec des changements de line-up réguliers poussent le groupe à bout. 7 Weeks décide de faire une pause début 2018.

### Sisyphus(2019–2020)
L'année 2018 est une année de doute et de questionnement pour 7 Weeks, qui pense même à arrêter. Puis la création reprend le dessus et peu à peu les choses se remettent en branle à 3 (PH ayant décidé de rester dans l'aventure) et début 2019 10 titres sont prêts et l'enregistrement est calé au Studio Improve Tone à Lezoux (63) avec Pascal Mondaz aux commandes. Pour l'occasion, Fred Mariolle (guitare) s'est proposé de rejoindre le groupe permettant l'enregistrement live d'un disque qui montre une facette différente, plus solaire, plus ouverte, plus rock. 9 titres seront finalement gardés pour "Sisyphus", album qui parle et s'inspire de la condition humaine et artistique et offrant un parallèle évident avec le mythe de Sisyphe de Camus. Il sort le 31 janvier 2020 et reçoit un accueil dithyrambique dans les médias qui reconnaissent unanimement la qualité et la légitimité du parcours du groupe depuis ses débuts. les premiers concerts montrent un groupe rock, puissant et très musical. L'apparition du Covid-19 viendra arrêter brutalement la tournée dont la dernière date a lieu au Bus Palladium le 13 mars 2020. Le rocher de Sisyphe vient de redescendre[Quoi ?].

### Derniers albums (depuis 2020)

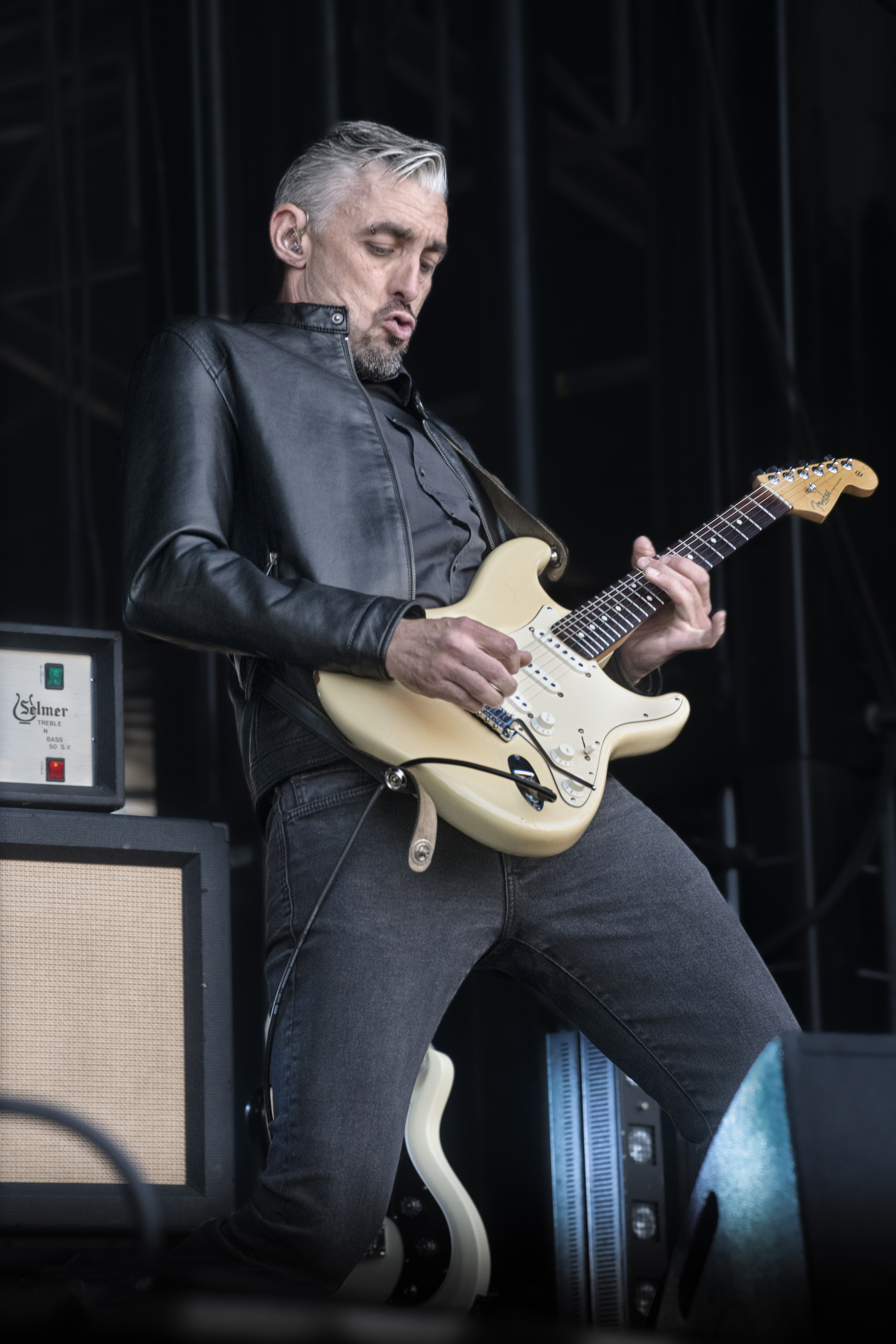
Gérald Gimenez, festival Le Murmure du son, le 13 juillet 2024, dans la ville d'Eu, en Seine-Maritime.

Ne voulant pas laisser Sisyphus de côté aussi vite malgré le confinement, le groupe décide de rester sur sa lancée et décide de produire un EP qui compile des inédits hérités des sessions de Sisyphus, d'une reprise de King Crimson (Cirkus) et des revisites acoustiques de morceaux de l'album. Enregistré en juillet, What's Next? sort tout d'abord sous la forme de plusieurs singles clipés par William Windrestin et Tom Marchand dès septembre et en digital et physique (sur la boutique du groupe) le 27 novembre 2020.
Le groupe ressortira Sisyphus en vinyle (car épuisé) dans une version deluxe augmentée de l'EP What's Next? sous le nom de The Sisyphus Complete Recordings fin 2021. Cette sortie reprend le flambeau de Sisyphus et le groupe partira finalement en tournée sur plus de 35 dates dès juillet 2021 et ce jusqu'à l'été 2022 où il décide breaker afin d'enregistrer le successeur de Sisyphus.
En août 2022, le groupe se réunit pour finaliser les idées sélectionnées pour le prochain album. Ph décide de ne pas poursuivre et le groupe se retrouve en trio et finalise les morceaux de cette manière, Gérald prenant le rôle de clavier en studio en plus de la guitare. Une dynamique se crée et le groupe resserre son écriture, se concentre sur des sujets personnels et plus intimes et épure le son pour accompagner au mieux ces idées plus brutes. Enregistré live une fois encore à Lezoux avec Pascal Mondaz, Fade Into Blurred Lines sonne cru, direct et intense[réf. nécessaire]. Tellement organique que le groupe qui pensait rechercher un claviériste pour le live, décide de rester en trio avec l'équipe qui a tenu bon. 

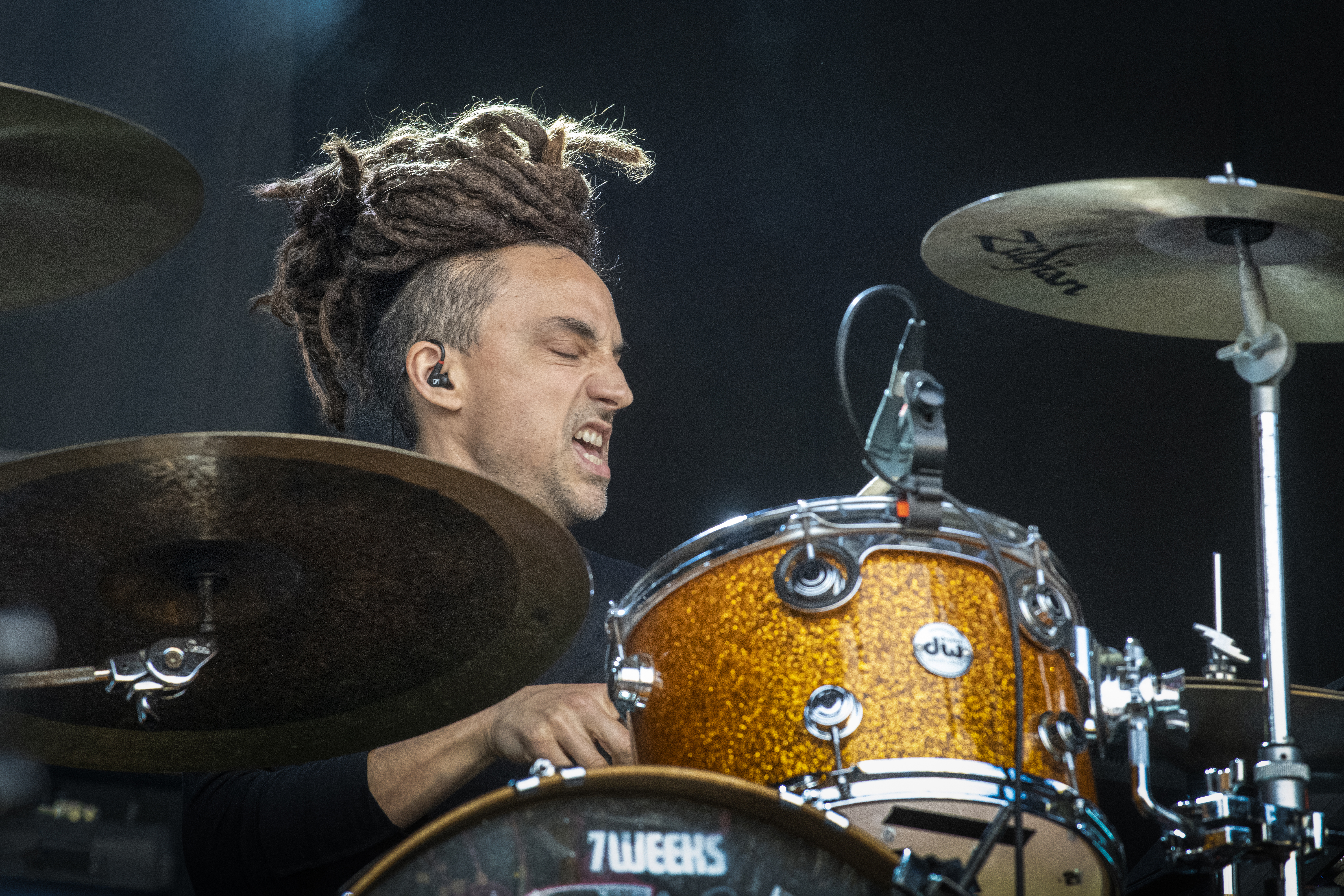
Jérémy Cantin. Festival " le Murmure du son" Ville d'Eu. Le 13 juillet 2024

L'album sort en octobre 2023 et est très bien accueilli par la presse et de nombreuses dates permettent au groupe de défendre l'album, jusqu'à une programmation sur la mainstage 2 du Hellfest 2024.

## Membres

### Membres actuels
- Julien Bernard - chant, basse, guitare en studio (depuis 2006)
- Jérémy Cantin-Gaucher - batterie (depuis 2006)
- Gérald Gimenez - guitare (2016-2017, depuis 2022)

### Anciens membres
- Nicolas Devere - guitare (2006-2007)
- Fabien Durand-Auzias - guitare (2007-2009)
- Philippe Blanchard - guitare (2006-2010)
- Florian Compain - guitare (2009-2013)
- Manuel Costa - claviers (2011-2015)
- Nicolas Aigrot - guitare (2014-2015)
- Fred Mariolle - guitare  (2019-2022)
- PH Marin - claviers, guitare (2016-2022)

## Discographie

### Albums studio
- 2009 : All Channels off
- 2011 : 7 Weeks Plays Dead of Night
- 2013 : Carnivora
- 2016 : A Farewell to Dawn
- 2020 : Sisyphus
- 2021 : The Sisyphus Complete Recordings
- 2023 : Fade into Blurred Lines

### EP et démos
- 2006 : 7 Weeks (démo ; autoproduction)
- 2007 : B(l)ack Days (EP)
- 2014 : Bends  (EP)
- 2020 : What's Next ?, The Sisyphus Sessions (EP)